# Mariano Quintanilla y Romero
Mariano Quintanilla y Romero (Segovia, 22 de noviembre de 1896-Segovia, 22 de agosto de 1969) fue un profesor, político, poeta y filósofo español, ligado en especial a la ciudad donde nació y miembro de la Real Academia de Bellas Artes de San Fernando. 

## Biografía
Mariano Quintanilla fue el último de los tres hijos de Ricarda Romero y Mariano Quintanilla y Martínez, caballero divisero hijodalgo del Solar de Tejada, licenciado en medicina por la Universidad de Valladolid y concejal del Ayuntamiento de Segovia. El abuelo paterno de Mariano Quintanilla fue pintor, discípulo de Vicente López Portaña, y académico de la Real Academia de Bellas Artes de San Fernando. Mariano Quintanilla cursó sus estudios primarios en la Escuela Nacional de San Esteban e hizo el bachillerato en el instituto General y Técnico de Segovia. A los dieciséis años comenzó a colaborar con el diario El Adelantado de Segovia, y en 1912 publicó el libro Poemas de ayer. Tras completar el bachillerato, estudió en Madrid, donde se licenció y doctoró en las facultades de Derecho y Filosofía y Letras. Frente a la opinión de los que le aconsejaban quedarse en Madrid y ganar la Cátedra de Filosofía, Quintanilla escogió vivir y trabajar en Segovia. Así, en 1920 inició su actividad docente como ayudante de Letras en el Instituto de Segovia —que desde 1977 lleva su nombre—.

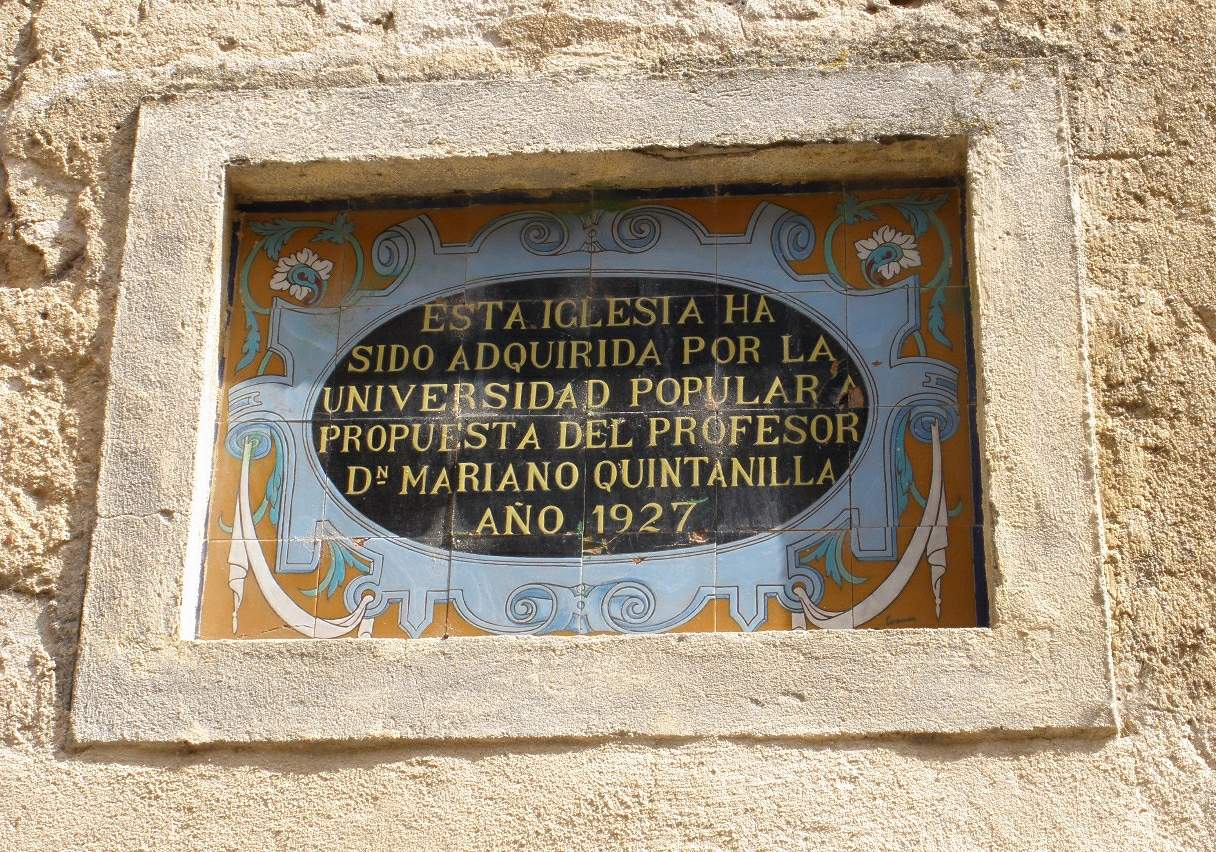
Placa de azulejos recordando la recuperación y restauración de la iglesia de San Quirce, a cargo de la Universidad Popular.

En Segovia coincidió con sus compañeros de generación —Ignacio Carral, Emiliano Barral, Juan José Llovet, Julián María Otero, Agapito Marazuela, Eugenio de la Torre Agero o el benjamín Pablo de Andrés Cobos— en la tertulia que solía reunirse en el taller del ceramista Fernando Arranz, que moderan veteranos vates como Blas Zambrano y Antonio Machado. Con ellos participó en la puesta en marcha de la Universidad Popular Segoviana, ganándose con su dedicación un puesto destacado en la historia y evolución de esta casi insólita institución.
En 1928 ganó la Cátedra de Filosofía y fue destinado al Instituto de Osuna, y poco después, en Zamora, donde llegó a ser nombrado gobernador civil por Miguel Maura, cargo del que fue destituido en junio de 1932.
En febrero de 1935 contrajo matrimonio en la Iglesia de San Millán de Segovia, con Elena Victoria García Fresnedo, con quien tendría cuatro hijos (Elena, Rosa, Carmen y Mariano). Ese mismo año, le destinaron al Instituto Calderón de la Barca, en Madrid, donde volvió a coincidir con Antonio Machado.
En 1939, al acabar la guerra civil española, regresó a Segovia, rehusando la opción del exilio. En abril de ese año fue detenido y encarcelado por «auxilio a la rebelión republicana» —curiosamente, en Madrid, también había estado detenido unos días en el caos de los últimos días de resistencia republicana—, pero gracias a la intercesión del Marqués de Lozoya sería más tarde puesto en libertad. Víctima de la depuración del magisterio español durante la dictadura franquista, 1944 pudo remediar en parte la situación al ser contratado como profesor en un colegio privado de Olmedo y luego en Medina del Campo. Reintegrado en la enseñanza en 1949, ejerció de catedrático en Aranda de Duero, Ávila, Alcalá de Henares y Madrid. Fue nombrado miembro de la Academia de San Quirce de Segovia, heredera de la Universidad Popular. Tras jubilarse, dedicó sus energías a la investigación de la historia local segoviana y la edición de la revista Estudios Segovianos. Murió en su ciudad natal a los setenta y dos años de edad.

## Obra
Estudioso del entorno segoviano, Quintanilla registró sus conocimientos en los 66 libros sobre la historia de Segovia y su provincia y en la revista de Estudios Segovianos. También, y a través de la Universidad Popular de Segovia, publicó en 1930 parte de su obra poética. Otra fuente documental es la antigua revista Manantial.

Un Caballero de Antaño

Usa enorme espada, en cuya empuñadura

siempre tiene la mano puesta, para retar;

y que el cuerpo se le envuelve en seria vestidura

que en casa de un prendero, compró un día al azar

Como buen caballero es muy dado a la ijerga

en donde se ha prendado de una hermosa señora

y por la noche, es fama, pasea ante la reja

del caserón hidalgo donde su amada mora

Amigo de pendencias, rimas y desafíos

enemigo de embustes, de embrollos y de líos

ante los cuales tiene desdeñadora risa

y tan solo se postra, sumiso y reverente

murmurando en sus labios una oración ferviente

cuando devoto oye la sacrosanta misa.
Mariano Quintanilla

### Citas
1. 1 2  de Vera, 1970, p. 185.
2. ↑  El Norte de Castilla (25 de noviembre de 2007). «El hombre que soñó con la libertad. nortecastilla.es». El Norte de Castilla. Consultado el 27 de octubre de 2017.
3. ↑  González Herrero, 1970, p. 174.